# لغة ميدية
اللغة الميدية كانت لغة الميديين.الاساسية  هي لغة كوردية تصنف تصنيف فرع اللغات الإيرانية الشمالية الغربية الذي يضم لغات أخرى كثيرة مثل اللغات الكيلكية والمازندرانية والكردية (الزازاكية والغورانية والسورانية والكرمنجي) والبلوشية.